# Радужни (Ханти-Мансийски автономен окръг)
Радужни (на руски: Радужный) е град в Русия, разположен в Ханти-Мансийски автономен окръг - Югра, Уралски федерален окръг. Населението на града към 1 януари 2018 година е 43 485 души.

## История
Селището е основано през 1973 година, през 1985 година получава статут на град.